# Agepê
Antônio Gilson Porfírio (Río de Janeiro, 10 de agosto de 1942-Río de Janeiro, 30 de agosto de 1995) fue un cantante brasileño. Su nombre viene del acrónimo de sus iniciales.

## Biografía
Antes de ser famoso, fue técnico de la extinta Telerj, la que abandonaría para dedicarse a su carrera artística. Esta tuvo inicio en 1975 cuando lanzó un LP con la canción Moro onde não mora ninguém, que sería regrabada posteriormente por Wando, pero el suceso vino nueve años después, con el suceso: Deixa eu te amar, que formó parte de la banda sonora de la telenovela Vereda Tropical, de Carlos Lombardi. 
El disco Mistura Brasileira, que contenía esta canción, vendió más de un millón y medio de copias, consagrándose como uno de los de mayor venta. Su carrera se destacó por un estilo romántico, sensual y comercial, que hizo escuela en Brasil. 
Fue integrante del ala de compositores de la escuela de samba Portela, y en su voz se consagraron innumerables composiciones de su autoría, como Menina dos cabelos longos, Cama e mesa, Cheiro de primavera, Me leva, Moça criança entre otras.
Murió de cirrosis a los 53 años de edad, en 1995.

## Discografía
- Moro Onde Não Mora Ninguém (1975)
- Agepê (1977)
- Canto De Esperança (1978)
- Tipo Exportação (1978)
- Agepê (1979)
- Agepê (1981)
- Mistura Brasileira (1984), 1 500 000 ejemplares vendidos.[2]
- Agepê (1985)
- Agepê (1986)
- Agepê (1987)
- Canto Pra Gente Cantar (1988)
- Cultura Popular (1989)
- Agepê (1990)
- Me Leva (1992)
- Feliz Da Vida (1994)
- Maxximum (Sony BMG, 2005)